# Hafnarfjörður
Hafnarfjörður (anglicizirano Hafnarfjordur) je lučki grad i općina koja se nalazi na jugozapadnoj obali Islanda, oko 10 km južno od Reykjavíka.
Nakon Reykjavíka i Kópavogura s 26.099 stanovnika Hafnarfjörður je treći po veličini islandski grad. 

## Industrija
Samo dva kilometra od grada nalazi se topionica aluminija izgrađena 1969. u vlasništvu kanadske tvrtke Alcan. Alcan želi proširiti postrojenje što bi je učinilo četvrtom najvećom u Europi. Islandske vlasti su dale dozvolu Alcanu, međutim, u svibnju 2008. na loklanim izborima građani su glasovali protiv proširenja.

## Šport
FH Hafnarfjörður je nogometni klub koji je islandsku premijer ligu osvojio čak pet puta za redom (2004., 2005., 2006., 2008. i 2009.).
Knattspyrnufélagið Haukar je višestruki rukometni pravak Islanda (1943., 2000., 2001., 2003., 2004., 2005., 2008., 2009. i 2010.) čija je dominacija izražena posljednjih desetak godina. 

## Gradovi prijatelji
| - Uppsala, Švedska (od 1947.) - Tartu, Estonija - Frederiksberg, Danska - Cuxhaven, Njemačka - Flensburg, Njemačka - Bærum, Norveška - Hämeenlinna, Finska |

## Vanjske poveznice
|  | Zajednički poslužitelj ima još gradiva o temi Hafnarfjörður |

- Hafnarfjörður - galerija fotografija na islandsmyndir.is
- Fotografije s događaja iz 2009. godine
- Fotografije  Arhivirana inačica izvorne stranice od 17. srpnja 2021. (Wayback Machine)